# فلوریان لیپوویتس
فلوریان لیپوویتس (آلمانی: Florian Lipowitz؛ زادهٔ ۲۱ سپتامبر ۲۰۰۰) دوچرخه‌سوار حرفه‌ای اهل آلمان است که برای تیم جهانی دوچرخه‌سواری ردبول–بورا–هانسگروهه رکاب می‌زند.

## حرفه
فلوریان لیپوویتس ابتدا در رشتهٔ دوگانه فعالیت می‌کرد و در تابستان‌ها از دوچرخه‌سواری به‌عنوان تمرین کمکی استفاده می‌نمود. اما پس از مصدومیت از ناحیهٔ زانو، مجبور شد تمرینات دوچرخه‌سواری خود را افزایش دهد و در همین دوران با دن لورانگ، مدیر عملکرد تیم بورا–هانسگروهه آشنا شد. او در سال ۲۰۲۰ به‌طور کامل به دوچرخه‌سواری روی آورد و به تیم جهانی دوچرخه‌سواری اتریشی تی‌رول کی‌تی‌ام سایکلینگ تیم پیوست.
در سال ۲۰۲۱، لیپوویتس یکی از اعضای تی‌رول کی‌تی‌ام سایکلینگ تیم در رقابت‌های تور آدریاتیکا یونیگا ۲۰۲۱ بود. او در مرحلهٔ دوم این تور با اختلاف ۲ دقیقه و ۳ ثانیه نسبت به نفر اول، سیزدهم شد. در نهایت، او جایگاه سیزدهم خود را در رده‌بندی کلی حفظ کرد و در رده‌بندی بهترین رکاب‌زن جوان، چهارم شد.
لیپوویتس از ماه اوت تا پایان سال ۲۰۲۲ به‌عنوان رکاب‌زن کارآموز به تیم جهانی دوچرخه‌سواری بورا–هانسگروهه پیوست و پس از آن، با قراردادی دو ساله به‌طور رسمی به تیم ملحق شد. او نخستین پیروزی حرفه‌ای خود را در سال ۲۰۲۳ به دست آورد؛ جایی که در تور جمهوری چک عنوان قهرمانی کلی، پیروزی در مرحلهٔ دوم و رده‌بندی امتیازی را از آن خود کرد.